# Sporobolus macrospermus
Sporobolus macrospermus är en gräsart som beskrevs av Frank Lamson Scribner och William James Beal. Sporobolus macrospermus ingår i släktet droppgräs, och familjen gräs. Inga underarter finns listade i Catalogue of Life.